# Interphase
L’interphase est la période du cycle cellulaire qui est caractérisée par un accroissement du volume cellulaire, la cellule transcrit ses gènes et les chromosomes sont dupliqués. Elle peut être subdivisée en plusieurs phases :
- la phase G1 (de l’anglais growth ou gap), au cours de laquelle la cellule croît et effectue les fonctions pour lesquelles elle est programmée génétiquement : biosynthèse des protéines, etc. C'est notamment durant cette phase que les jeunes cellules filles fraîchement divisées grandissent jusqu'à atteindre leur taille finale ;

- la phase S (de l'anglais synthesis, à cause de la synthèse de nouvelles molécules d’ADN), au cours de laquelle le matériel chromosomique est doublé par réplication de l'ADN. C'est ce qu'on appelle la duplication des chromosomes ;

- la phase G2, où la cellule se prépare à se diviser en deux cellules filles. À l'issue de cette phase, chaque chromosome est parfaitement identique à son homologue sur le plan morphologique et du point de vue des gènes présents, mais chaque gène n'est pas nécessairement identique à son homologue, puisque généralement plusieurs allèles existent.

Il existe aussi la phase G0, qui en est une de sénescence reproductrice. Elle est une issue possible du point de contrôle en fin de G1, alternative à la poursuite de la phase G1 et au passage à la phase S. La phase G0 peut être temporaire ou permanente et elle est souvent induite par des conditions défavorables. Chez l'humain, les neurones, les myocytes des muscles squelettiques et les pneumocytes de type I passent définitivement en phase G0 après s'être différenciés. Chez de telles cellules, le système de contrôle du cycle cellulaire est démantelé : la plupart des cyclines, des protéines kinase cycline-dépendantes (Cdk) n'y sont plus présentes et les complexes cycline-Cdk qui subsistent sont inhibés par des protéines inhibitrices.